# Challenger de Brasov 2013
El BRD Brașov Challenger 2013 fue un torneo de tenis profesional que se jugó en canchas de tierra batida. Se trató de la 18.ª edición del torneo que forma parte del ATP Challenger Tour 2013 . Tuvo lugar en Brașov, Rumania entre el 2 de septiembre y el 8 de septiembre de 2013.

## Jugadores participantes del cuadro de individuales

### Cabezas de serie
| País                    | Jugador               | Rank1 | Favorito |
| Bandera de Austria      | Andreas Haider-Maurer | 88    | 1        |
| Bandera de Rumania      | Adrian Ungur          | 105   | 2        |
| Bandera de Alemania     | Julian Reister        | 117   | 3        |
| Bandera de Serbia       | Dusan Lajović         | 144   | 4        |
| Bandera de Ucrania      | Oleksandr Nedovyesov  | 153   | 5        |
| Bandera de España       | Pere Riba             | 156   | 6        |
| Bandera del Reino Unido | James Ward            | 174   | 7        |
| Bandera de Italia       | Thomas Fabbiano       | 176   | 8        |
| ----------------------- | --------------------- | ----- | -------- |

- 1 Se ha tomado en cuenta el ranking del día 26 de agosto de 2013.

### Otros participantes
Los siguientes jugadores recibieron una invitación (wild card), por lo tanto ingresan directamente al cuadro principal:
- Dragos Mirtea
- Florin Mergea
- Andrei Patrui
- Patrick Ciorcila

Los siguientes jugadores ingresan al cuadro principal tras disputar el cuadro clasificatorio:
- Maxim Dubarenco
- Kyle Edmund
- Mathias Bourgue
- Theodor-Dacian Craciun

## Jugadores participantes en el cuadro de dobles

### Cabezas de serie
| País                    | Jugador              | País                       | Jugador           | Rank1 | Favorito |
| Bandera del Reino Unido | Jamie Delgado        | Bandera de Australia       | Jordan Kerr       | 245   | 1        |
| Bandera de Ucrania      | Oleksandr Nedovyesov | Bandera de República Checa | Jaroslav Pospíšil | 312   | 2        |
| Bandera de Filipinas    | Ruben Gonzales       | Bandera del Reino Unido    | Darren Walsh      | 462   | 3        |
| Bandera de Grecia       | Theodoros Angelinos  | Bandera de Chile           | Hans Podlipnik    | 862   | 4        |
| ----------------------- | -------------------- | -------------------------- | ----------------- | ----- | -------- |

- 1 Se ha tomado en cuenta el ranking del día 26 de agosto de 2013.

## Campeones

### Individual Masculino
- Andreas Haider-Maurer derrotó en la final a  Gerald Melzer por 69-7, 6-4, 6-2

### Dobles Masculino
- Oleksandr Nedovyesov /  Jaroslav Pospíšil  derrotaron en la final a  Teodor-Dacian Crăciun /  Petru-Alexandru Luncanu por 6-3, 6-1